# 丰田薰 (导演)
丰田薰（日语：／，1952年10月10日—）出生于日本埼玉县，是一名色情影片导演，也是色情片製作公司リア王和OPERA的创立者，其所导演的作品多为排便、食粪、饮尿、性虐恋等极端题材。
1977年，25岁的丰田薰从大学辍学并就职于爱丽丝出版社，这家出版社专门编辑出版用于色情杂志自动贩卖机中的杂志，这份工作也使丰田薰开始接触到色情行业。1985年5月，他在九鬼公司开始了他的导演生涯，后来也为h.m.p公司和Alice Japan导演过作品。1996年，丰田薰创立色情片制作公司リア王，以肛交为主要题材。2005年，他又创立了OPERA公司，以排便为主要题材，其出版的影片中常有AV女优排出粪便，然后身体和脸部被粪便涂抹，或者是吞食粪便或饮用尿液等场景。
丰田薰对于日本的电影审查机构映畫倫理委員會持反对态度，对其所主导的审查以及色情片加马赛克的规定表示不满。